# Alert (motorfiets)
Alert is een historisch Brits merk van motorfietsen.
De bedrijfsnaam was: Smith & Smolesworth, Coventry.
John Smolesworth en George Smith produceerden al fietsen sinds 1882. In 1903 gingen ze ook motorfietsen met Saroléa-inbouwmotoren van 2¼, 2¾ en 3¼ pk maken. Die waren ook onder de naam Coventry Alert bekend. Men leverde ook een model met een Montgomery zijspan. In 1906 werd de motorfietsproductie weer gestaakt. Het bedrijf bleef fietsen verkopen, maar daarnaast ook zijspannen en motorfietsen van andere merken. In 1955 werd het bedrijf gesloten.